# Habsburg Mónika
Habsburg Monika Maria Roberta Antonia Raphaela (Würzburg, 1954. szeptember 13. ─ ) Santangelo hercegnője, Habsburg Ottó leánya.

## Családja
Édesapja Habsburg Ottó az Osztrák–Magyar Monarchia utolsó trónörököse és Habsburg IV. Károly legidősebb fia volt. Anyja Regina szász–meiningeni hercegnő. Habsburg Mikaéla idősebb ikertestvére. 1980. június 21-én kötött házasságot Luis de Casanova-Cárdenas-al, Santangelo hercegével. Négy fiuk született. Habsburg Mónika házassága révén Santangelo hercegnője.